# Som daggen kommer ur morgonrodnans famn
Som daggen kommer ur morgonrodnans famn är en sång med text av Gunnar Samuel Bolander och musik av Stephen Collins Foster.

## Publicerad i
- Frälsningsarméns sångbok 1968 som nr 697 under rubriken "Barn och ungdom".
- Frälsningsarméns sångbok 1990 som nr 471 under rubriken "Ordet och bönen".
- Sångboken 1998 som nr 115.